# Ручьёвский путепровод
Ручьёвский путепрово́д — путепровод в Калининском и Красногвардейском районах Санкт-Петербурга. Переброшен через Приозерскую железнодорожную линию по Пискарёвскому проспекту.
Путепровод открыт 23 декабря 2010 года в составе реконструированного участка Пискаревского проспекта от улицы Руставели до Кольцевой автодороги. Генподрядчиком выступало ЗАО «ПО „Возрождение“».
При движении по Ручьёвскому путепроводу в сторону Санкт-Петербурга выехать можно только направо на улицу Руставели. Левого поворота на Пискарёвский проспект нет.
15 мая 2014 года путепроводу присвоено название Ручьёвский — по району Ручьи, в котором он расположен, соседней платформе Ручьи и Ручьёвской дороге. 6 декабря 2021 года на аналогичную тематику была названа Ручьёвская площадь, расположенная непосредственно у платформы.